# Hermaea cruciata
Hermaea cruciata is een slakkensoort uit de familie van de Hermaeidae. De wetenschappelijke naam van de soort is voor het eerst geldig gepubliceerd in 1870 door Gould.